# Liste over skibe bygget hos John I. Thornycroft & Company, Chiswick
Dette er en liste over skibe bygget af John I. Thornycroft & Company på værftet i Chiswick, England. Produktionen af større skibe flyttede til værftet i Woolston i 1904 og produktionen i Chiswick ophørte i 1909.

## Skibe og både
Listen er sorteret efter leveringsår, med værftets byggenummer som sekundær nøgle. Til nogle af de første både mangler der dokumentation på nettet. En stor del af oplysningerne er tilvejebragt fra Miramar Ship Index (www.miramarshipindex.org.nz) via et Wikipedia partnerskab.
| Levering    | Navn               | Værft Nr. | Tonnage | Beskrivelse | Illustration |
| ----------- | ------------------ | --------- | ------- | --- | ------------ |
| 1862        | Nautilus           | 1         |         | Denne lille dampbarkasse, der præsterede 9,5 knob, var Thornycrofts første fartøj, påbegyndt i 1859, da han blot var 16. I 1862 var den det eneste fartøj, der kunne holde trit med roerne i Oxford vs. Cambridge Boat Race, og det gav Thornycroft en vis pressomtale. |              |
| 1863        | Ariel              | 2         |         | Der har muligvis eksisteret to Ariel'er. Banbury (side 283) omtaler en barkasse af træ som værftsnummer 2, mens The Engineer fra 4. november 1870 beskriver Ariel som en yacht af stål, "bygget for nogen tid siden". |              |
| 1863        | Slaney             | 4         |         | Dampbarkasse. Royal Museums at Greenwich har tegningerne, men der er ikke meget andet tilgængeligt på nettet. |              |
| 1866        | Waterlily          | 5         |         | Dampbarkasse af jern, med prøvefart på 7,8 knob. Er bevaret som en del af National Historic Fleet. Blev anvendt af Thomas Thornycroft, far til John I. Thornycroft. |              |
| 1866        | Idler              | 6         |         | Dampbarkasse. Royal Museums at Greenwich har tegningerne til den, men der er ikke meget andet tilgængeligt på nettet. |              |
| 1870        | Swallow            | 7         |         | Kunne præstere 16,2 knob. |              |
| 1871        | Miranda            | 10        | 3,7     | En hurtig dampyacht med slanke linjer, der dannede skole for værftets torpedobåde de følgende år. |              |
| 1871        | Canopus            | 11        |         | Åben barkasse. Royal Museums at Greenwich har tegningerne til den, men der er ikke meget andet tilgængeligt på nettet. |              |
| 1872        | Scolopendra        | 8         |         | Dampbarkasse. Tilsyneladende søsterskib til Cygnet. Royal Museums at Greenwich har tegningerne til den, men der er ikke meget andet tilgængeligt på nettet. |              |
| 1872        | Cygnet             | 9         | 1,5     | Lille dampbarkasse, der er istandsat og sejlklar og indgår i samlingen The Thames Boats Trust. |              |
| 1872        | Belvedere          | 12        |         | Kunne præstere 15,6 knob. |              |
| 1872        | Maid of All Work   | 16        |         | Dampbarkasse, der kunne yde 10,5 knob. |              |
| 1872        | Sylvia             | 17        |         | En båd på 14 m (45 ft), der kunne yde 10,5 knob. |              |
| 1873        | Sir Arthur Cotton  | 18        |         | En hurtig dampbåd, der præsterede 21,4 knob og i 1874 blev omtalt som verdens hurtigste skib. |              |
| 1873        | Firefly            | 14        |         | Der var mere end én Firefly (#14 & #19), plus yderligere to fartøjer med design svarende til #19. Ingeniørernes ugeblad Engineering havde to artikler i 1873 vedrørende et fartøj fra det år, med længden 16 m (53 ft) og med en hastighed på 16,46 kn (18,94 mph). Yachten fra 1873 blev tilsyneladende solgt til Rusland og ombygget til torpedobåd. |              |
| 1873        | Firefly            | 19        |         | Der var mere end én Firefly (#14 & #19), plus yderligere to fartøjer med design svarende til #19. Ingeniørernes ugeblad Engineering havde to artikler i 1873 vedrørende et fartøj fra det år, med længden 16 m (53 ft) og med en hastighed på 16,46 kn (18,94 mph). Yachten fra 1873 blev tilsyneladende solgt til Rusland og ombygget til torpedobåd. |              |
| 1873        | Yard No. 20        | 20        |         | Der var mere end én Firefly (#14 & #19), plus yderligere to fartøjer med design svarende til #19. Ingeniørernes ugeblad Engineering havde to artikler i 1873 vedrørende et fartøj fra det år, med længden 16 m (53 ft) og med en hastighed på 16,46 kn (18,94 mph). Yachten fra 1873 blev tilsyneladende solgt til Rusland og ombygget til torpedobåd. |              |
| 1873        | Yard No. 21        | 21        |         | Der var mere end én Firefly (#14 & #19), plus yderligere to fartøjer med design svarende til #19. Ingeniørernes ugeblad Engineering havde to artikler i 1873 vedrørende et fartøj fra det år, med længden 16 m (53 ft) og med en hastighed på 16,46 kn (18,94 mph). Yachten fra 1873 blev tilsyneladende solgt til Rusland og ombygget til torpedobåd. |              |
| 1873        | Rap                | 23        | 10      | Den norske torpedobåd Rap (Omtalt som Maelstrom inden afleveringen) var den første i en række af små hurtige både, bygget af stål, beregnet til at blive udrustet med de forskellige typer torpedoer, flådemagterne rådede over. Rap er bevaret og kan ses på Marinemuseet i Horten. |              |
| 1874        | Pinasse til RN     | 25        |         | En dampdrevet pinasse (svarer til barkasse) til Royal Navy, med prøvefart på 9,2 knob. |              |
| 1874        | Choutka            | 26        |         | Bygget af stål og i stand til at gå 16,9 knob. Købt af Ruslands flåde og udrustet som torpedobåd. |              |
| 1874        | Dragonfly          | 27        |         | En hurtig barkasse, der kunne præstere 18 knob. |              |
| 1874        | Minnie             | 30        |         | Dampdrevne yachter. The Royal Museums at Greenwich har tegningerne til dem, men ellers er der ikke meget at finde om dem på nettet. |              |
| 1874        | Gamecock           | 31        |         | Dampdrevne yachter. The Royal Museums at Greenwich har tegningerne til dem, men ellers er der ikke meget at finde om dem på nettet. |              |
| 1874        | Eva                | 34        |         | Barkasse, bestilt af arrangørerne af Henley Royal Regatta som dommerbåd. Benyttet 1874-1876 og derpå solgt. Det 14 m (45 ft) lange fartøj var bygget af jern og kunne præstere 13 kn (15 mph). Foto viser hende under restaurering på Kew Steam Museum. Har siden 1996 tilhørt River & Rowing Museum i Henley. |              |
| 1874        | Marie              | 35        |         | Dampdrevet yacht. The Royal Museums at Greenwich har tegningerne til den, men ellers er der ikke meget at finde om den på nettet. |              |
| 1874        | Wildfire           | 36        |         | Dampdrevet yacht. The Royal Museums at Greenwich har tegningerne til den, men ellers er der ikke meget at finde om den på nettet. |              |
| 1875        | Spring             | 29        | 15      | Den første svenske torpedobåd, og lige som Rap tiltænkt en bevæbning med stangtorpedoer. |              |
| 1875        | Torpedoboot I      | 32        | 10      | En stangtorpedobåd til Østrig-Ungarn. Banbury citerer en prøvefart på 18,2 knob, mens Gogg angiver 13 knob som normal topfart. |              |
| 1875        | Dampchalup Nr. 5   | 33        | 8       | En tredje enhed af Rap-typen, denne gang til den danske flåde. Den tiltænkte bevæbning med stangtorpedoer blev opgivet, og i stedet blev båden først udrustet med slæbetorpedoer og senere med udskydningsrammer til to 35 cm (14-tommer) torpedoer. |              |
| 1876        | Gitana             | 37        |         | En hurtig dampyacht til baronesse A. de Rothschild, skilt ad og samlet igen ved Genevesøen. Det 27 m (90 ft) lange fartøj nåede op på 20,76 kn (23,89 mph) på prøvesejladsen. |              |
| 1876        | Torpilleur 5       | 43        | 12      | To stangtorpedobåde til den franske flåde, med topfart på 18 knob. |              |
| 1876        | Torpilleur 6       | 44        | 12      | To stangtorpedobåde til den franske flåde, med topfart på 18 knob. |              |
| 1876        | Torpedoboot I      | 48        | 20      | En stangtorpedobåd til Hollands flåde, med topfart på 18 knob. |              |
| 1877        | HMS Lightning      | 47        | 32      | Havde oprindeligt stangtorpedoer og fik i 1879 et affyringsapparat til selvbevægelige torpedoer. Hastighed 18,5 knob. Udformningen af den 25,8 m (84,6 ft) (26,5 m (87,0 ft) max.) lange båd var tæt på Gitana. |              |
| 1877        | Torpediniere I     | 60        | 30      | Denne båd til Italien blev kort beskrevet i Engineering, 8. juni 1877, som tiltænkt Whitehead torpedoer. Men det ser ud som om man i stedet valgte at udstyre den med stangtorpedoer. |              |
| 1878        | Torpilleur 8       | 54        | 26      | En serie stangtorpedobåde til Frankrig. Med en længde på 26,6 m (87,2 ft) mindede de om HMS Lightning. The Engineer rapporterede om prøveturene for de første seks, der nåede hastigheder mellem 18,4 og 19,4 knob. Nummer 10, 16 og 19 blev senere udrustet med torpedoapparater. |              |
| 1878        | Torpilleur 9       | 55        | 26      | En serie stangtorpedobåde til Frankrig. Med en længde på 26,6 m (87,2 ft) mindede de om HMS Lightning. The Engineer rapporterede om prøveturene for de første seks, der nåede hastigheder mellem 18,4 og 19,4 knob. Nummer 10, 16 og 19 blev senere udrustet med torpedoapparater. |              |
| 1878        | Torpilleur 10      | 56        | 26      | En serie stangtorpedobåde til Frankrig. Med en længde på 26,6 m (87,2 ft) mindede de om HMS Lightning. The Engineer rapporterede om prøveturene for de første seks, der nåede hastigheder mellem 18,4 og 19,4 knob. Nummer 10, 16 og 19 blev senere udrustet med torpedoapparater. |              |
| 1878        | Torpilleur 11      | 57        | 26      | En serie stangtorpedobåde til Frankrig. Med en længde på 26,6 m (87,2 ft) mindede de om HMS Lightning. The Engineer rapporterede om prøveturene for de første seks, der nåede hastigheder mellem 18,4 og 19,4 knob. Nummer 10, 16 og 19 blev senere udrustet med torpedoapparater. |              |
| 1878        | Torpilleur 12      | 58        | 26      | En serie stangtorpedobåde til Frankrig. Med en længde på 26,6 m (87,2 ft) mindede de om HMS Lightning. The Engineer rapporterede om prøveturene for de første seks, der nåede hastigheder mellem 18,4 og 19,4 knob. Nummer 10, 16 og 19 blev senere udrustet med torpedoapparater. |              |
| 1878        | Torpilleur 13      | 59        | 26      | En serie stangtorpedobåde til Frankrig. Med en længde på 26,6 m (87,2 ft) mindede de om HMS Lightning. The Engineer rapporterede om prøveturene for de første seks, der nåede hastigheder mellem 18,4 og 19,4 knob. Nummer 10, 16 og 19 blev senere udrustet med torpedoapparater. |              |
| 1878        | Torpilleur 14      | 63        | 26      | En serie stangtorpedobåde til Frankrig. Med en længde på 26,6 m (87,2 ft) mindede de om HMS Lightning. The Engineer rapporterede om prøveturene for de første seks, der nåede hastigheder mellem 18,4 og 19,4 knob. Nummer 10, 16 og 19 blev senere udrustet med torpedoapparater. |              |
| 1878        | Torpilleur 15      | 64        | 26      | En serie stangtorpedobåde til Frankrig. Med en længde på 26,6 m (87,2 ft) mindede de om HMS Lightning. The Engineer rapporterede om prøveturene for de første seks, der nåede hastigheder mellem 18,4 og 19,4 knob. Nummer 10, 16 og 19 blev senere udrustet med torpedoapparater. |              |
| 1878        | Torpilleur 16      | 65        | 26      | En serie stangtorpedobåde til Frankrig. Med en længde på 26,6 m (87,2 ft) mindede de om HMS Lightning. The Engineer rapporterede om prøveturene for de første seks, der nåede hastigheder mellem 18,4 og 19,4 knob. Nummer 10, 16 og 19 blev senere udrustet med torpedoapparater. |              |
| 1878        | Torpilleur 17      | 66        | 26      | En serie stangtorpedobåde til Frankrig. Med en længde på 26,6 m (87,2 ft) mindede de om HMS Lightning. The Engineer rapporterede om prøveturene for de første seks, der nåede hastigheder mellem 18,4 og 19,4 knob. Nummer 10, 16 og 19 blev senere udrustet med torpedoapparater. |              |
| 1878        | Torpilleur 18      | 67        | 26      | En serie stangtorpedobåde til Frankrig. Med en længde på 26,6 m (87,2 ft) mindede de om HMS Lightning. The Engineer rapporterede om prøveturene for de første seks, der nåede hastigheder mellem 18,4 og 19,4 knob. Nummer 10, 16 og 19 blev senere udrustet med torpedoapparater. |              |
| 1878        | Torpilleur 19      | 68        | 26      | En serie stangtorpedobåde til Frankrig. Med en længde på 26,6 m (87,2 ft) mindede de om HMS Lightning. The Engineer rapporterede om prøveturene for de første seks, der nåede hastigheder mellem 18,4 og 19,4 knob. Nummer 10, 16 og 19 blev senere udrustet med torpedoapparater. |              |
| 1878        | Torpedoboot II     | 69        | 28      | En torpedobåd til Østrig-Ungarn, og landets første med torpedoapparat. Med en længde på 26,5 m (87,0 ft) svarede den størrelsesmæssigt til de franske både. Gogg angiver dens fart til 15 knob, mens Chesneau skriver 18,2 knob. |              |
| 1878 - 1879 | HMTB 2             | 71        | 28      | En serie torpedobåde til Royal Navy. Med en længde på 26,3 m (86,4 ft), war de næsten identiske med HMS Lightning (som blev omdøbt til HMTB 1), bortset fra at den Gitana-inspirerede agterkahyt med glaspartier forsvandt. Bådene havde et drejeligt torpedoapparat i stævnen, men det blev senere erstattet med to rammeapparater midtskibs. |              |
| 1878 - 1879 | HMTB 3             | 72        | 28      | En serie torpedobåde til Royal Navy. Med en længde på 26,3 m (86,4 ft), war de næsten identiske med HMS Lightning (som blev omdøbt til HMTB 1), bortset fra at den Gitana-inspirerede agterkahyt med glaspartier forsvandt. Bådene havde et drejeligt torpedoapparat i stævnen, men det blev senere erstattet med to rammeapparater midtskibs. |              |
| 1878 - 1879 | HMTB 4             | 73        | 28      | En serie torpedobåde til Royal Navy. Med en længde på 26,3 m (86,4 ft), war de næsten identiske med HMS Lightning (som blev omdøbt til HMTB 1), bortset fra at den Gitana-inspirerede agterkahyt med glaspartier forsvandt. Bådene havde et drejeligt torpedoapparat i stævnen, men det blev senere erstattet med to rammeapparater midtskibs. |              |
| 1878 - 1879 | HMTB 5             | 74        | 28      | En serie torpedobåde til Royal Navy. Med en længde på 26,3 m (86,4 ft), war de næsten identiske med HMS Lightning (som blev omdøbt til HMTB 1), bortset fra at den Gitana-inspirerede agterkahyt med glaspartier forsvandt. Bådene havde et drejeligt torpedoapparat i stævnen, men det blev senere erstattet med to rammeapparater midtskibs. |              |
| 1878 - 1879 | HMTB 6             | 75        | 28      | En serie torpedobåde til Royal Navy. Med en længde på 26,3 m (86,4 ft), war de næsten identiske med HMS Lightning (som blev omdøbt til HMTB 1), bortset fra at den Gitana-inspirerede agterkahyt med glaspartier forsvandt. Bådene havde et drejeligt torpedoapparat i stævnen, men det blev senere erstattet med to rammeapparater midtskibs. |              |
| 1878 - 1879 | HMTB 7             | 76        | 28      | En serie torpedobåde til Royal Navy. Med en længde på 26,3 m (86,4 ft), war de næsten identiske med HMS Lightning (som blev omdøbt til HMTB 1), bortset fra at den Gitana-inspirerede agterkahyt med glaspartier forsvandt. Bådene havde et drejeligt torpedoapparat i stævnen, men det blev senere erstattet med to rammeapparater midtskibs. |              |
| 1878 - 1879 | HMTB 8             | 77        | 28      | En serie torpedobåde til Royal Navy. Med en længde på 26,3 m (86,4 ft), war de næsten identiske med HMS Lightning (som blev omdøbt til HMTB 1), bortset fra at den Gitana-inspirerede agterkahyt med glaspartier forsvandt. Bådene havde et drejeligt torpedoapparat i stævnen, men det blev senere erstattet med to rammeapparater midtskibs. |              |
| 1878 - 1879 | HMTB 9             | 78        | 28      | En serie torpedobåde til Royal Navy. Med en længde på 26,3 m (86,4 ft), war de næsten identiske med HMS Lightning (som blev omdøbt til HMTB 1), bortset fra at den Gitana-inspirerede agterkahyt med glaspartier forsvandt. Bådene havde et drejeligt torpedoapparat i stævnen, men det blev senere erstattet med to rammeapparater midtskibs. |              |
| 1879        | HMTB 10            | 79        | 28      | En variation af Lightning-designet med vædderstævn, hvilket gjorde båden lidt længere (27,9 m (91,5 ft) overall). |              |
| 1878 - 1879 | HMTB 11            | 80        | 28      | Yderligere to både af HMTB 2 typen. |              |
| 1878 - 1879 | HMTB 12            | 81        | 28      | Yderligere to både af HMTB 2 typen. |              |
| 1878 - 1879 | HMTB 51            | 82        | 11      | En serie mindre torpedobåde (der introducerede konceptet med torpedobåde af anden klasse) til Royal Navy. De havde deres to torpedoer i rammeapparater midtskibs. |              |
| 1878 - 1879 | HMTB 52            | 83        | 11      | En serie mindre torpedobåde (der introducerede konceptet med torpedobåde af anden klasse) til Royal Navy. De havde deres to torpedoer i rammeapparater midtskibs. |              |
| 1878 - 1879 | HMTB 53            | 84        | 11      | En serie mindre torpedobåde (der introducerede konceptet med torpedobåde af anden klasse) til Royal Navy. De havde deres to torpedoer i rammeapparater midtskibs. |              |
| 1878 - 1879 | HMTB 54            | 85        | 11      | En serie mindre torpedobåde (der introducerede konceptet med torpedobåde af anden klasse) til Royal Navy. De havde deres to torpedoer i rammeapparater midtskibs. |              |
| 1878 - 1879 | HMTB 55            | 86        | 11      | En serie mindre torpedobåde (der introducerede konceptet med torpedobåde af anden klasse) til Royal Navy. De havde deres to torpedoer i rammeapparater midtskibs. |              |
| 1878 - 1879 | HMTB 56            | 87        | 11      | En serie mindre torpedobåde (der introducerede konceptet med torpedobåde af anden klasse) til Royal Navy. De havde deres to torpedoer i rammeapparater midtskibs. |              |
| 1878 - 1879 | HMTB 57            | 88        | 11      | En serie mindre torpedobåde (der introducerede konceptet med torpedobåde af anden klasse) til Royal Navy. De havde deres to torpedoer i rammeapparater midtskibs. |              |
| 1878 - 1879 | HMTB 58            | 89        | 11      | En serie mindre torpedobåde (der introducerede konceptet med torpedobåde af anden klasse) til Royal Navy. De havde deres to torpedoer i rammeapparater midtskibs. |              |
| 1878 - 1879 | HMTB 59            | 90        | 11      | En serie mindre torpedobåde (der introducerede konceptet med torpedobåde af anden klasse) til Royal Navy. De havde deres to torpedoer i rammeapparater midtskibs. |              |
| 1878 - 1879 | HMTB 60            | 91        | 11      | En serie mindre torpedobåde (der introducerede konceptet med torpedobåde af anden klasse) til Royal Navy. De havde deres to torpedoer i rammeapparater midtskibs. |              |
| 1878 - 1879 | HMTB 61            | 92        | 11      | En serie mindre torpedobåde (der introducerede konceptet med torpedobåde af anden klasse) til Royal Navy. De havde deres to torpedoer i rammeapparater midtskibs. |              |
| 1878 - 1879 | HMTB 62            | 93        | 11      | En serie mindre torpedobåde (der introducerede konceptet med torpedobåde af anden klasse) til Royal Navy. De havde deres to torpedoer i rammeapparater midtskibs. |              |
| 1878 - 1879 | Torpedoboot IV     | 94        | 20      | En serie stangtorpedobåde til den kongelige nederlandske flåde. Med en længde på 24,1 m (79,0 ft), var de lidt større versioner af Torpedoboot I typen. |              |
| 1878 - 1879 | Torpedoboot V      | 95        | 20      | En serie stangtorpedobåde til den kongelige nederlandske flåde. Med en længde på 24,1 m (79,0 ft), var de lidt større versioner af Torpedoboot I typen. |              |
| 1878 - 1879 | Torpedoboot VI     | 96        | 20      | En serie stangtorpedobåde til den kongelige nederlandske flåde. Med en længde på 24,1 m (79,0 ft), var de lidt større versioner af Torpedoboot I typen. |              |
| 1878 - 1879 | Torpedoboot VII    | 97        | 20      | En serie stangtorpedobåde til den kongelige nederlandske flåde. Med en længde på 24,1 m (79,0 ft), var de lidt større versioner af Torpedoboot I typen. |              |
| 1878 - 1879 | Torpedoboot VIII   | 98        | 20      | En serie stangtorpedobåde til den kongelige nederlandske flåde. Med en længde på 24,1 m (79,0 ft), var de lidt større versioner af Torpedoboot I typen. |              |
| 1878 - 1879 | Torpedoboot IX     | 99        | 20      | En serie stangtorpedobåde til den kongelige nederlandske flåde. Med en længde på 24,1 m (79,0 ft), var de lidt større versioner af Torpedoboot I typen. |              |
| 1878        | Vril               | 103       |         | Åben dampbarkasse. Royal Museums at Greenwich har tegningerne til den, men ud over det er der meget få oplysninger om den på nettet. |              |
| 1879        | Torpilleur 29      | 100       | 8       | Den første gruppe torpedobåde af anden klasse (Torpilleurs-vedettes) til Frankrig, med en fart på 16 knob. Deres længde var 18,4 m (60,4 ft) |              |
| 1879        | Torpilleur 30      | 101       | 8       | Den første gruppe torpedobåde af anden klasse (Torpilleurs-vedettes) til Frankrig, med en fart på 16 knob. Deres længde var 18,4 m (60,4 ft) |              |
| 1879        | Torpedobaad Nr. 4  | 102       | 33      | En videreudvikling af Lightning-typen til den danske flåde, 27,8 m (91 ft), med et torpedoapparat indbygget i stævnen. Fik navnet Hajen i 1882. |              |
| 1880 - 1881 | HMTB 64            | 104       | 13      | En serie torpedobåde af anden klasse til Royal Navy. De målte 19,2 m (63,0 ft) og havde rammeapparater til to torpedoer midtskibs. |              |
| 1880 - 1881 | HMTB 65            | 105       | 13      | En serie torpedobåde af anden klasse til Royal Navy. De målte 19,2 m (63,0 ft) og havde rammeapparater til to torpedoer midtskibs. |              |
| 1880 - 1881 | HMTB 66            | 106       | 13      | En serie torpedobåde af anden klasse til Royal Navy. De målte 19,2 m (63,0 ft) og havde rammeapparater til to torpedoer midtskibs. |              |
| 1880 - 1881 | HMTB 67            | 107       | 13      | En serie torpedobåde af anden klasse til Royal Navy. De målte 19,2 m (63,0 ft) og havde rammeapparater til to torpedoer midtskibs. |              |
| 1880 - 1881 | HMTB 68            | 108       | 13      | En serie torpedobåde af anden klasse til Royal Navy. De målte 19,2 m (63,0 ft) og havde rammeapparater til to torpedoer midtskibs. |              |
| 1880 - 1881 | HMTB 69            | 109       | 13      | En serie torpedobåde af anden klasse til Royal Navy. De målte 19,2 m (63,0 ft) og havde rammeapparater til to torpedoer midtskibs. |              |
| 1880 - 1881 | HMTB 70            | 110       | 13      | En serie torpedobåde af anden klasse til Royal Navy. De målte 19,2 m (63,0 ft) og havde rammeapparater til to torpedoer midtskibs. |              |
| 1880 - 1881 | HMTB 71            | 111       | 13      | En serie torpedobåde af anden klasse til Royal Navy. De målte 19,2 m (63,0 ft) og havde rammeapparater til to torpedoer midtskibs. |              |
| 1880 - 1881 | HMTB 72            | 112       | 13      | En serie torpedobåde af anden klasse til Royal Navy. De målte 19,2 m (63,0 ft) og havde rammeapparater til to torpedoer midtskibs. |              |
| 1880 - 1881 | HMTB 73            | 113       | 13      | En serie torpedobåde af anden klasse til Royal Navy. De målte 19,2 m (63,0 ft) og havde rammeapparater til to torpedoer midtskibs. |              |
| 1880        | Kefal              | 116       | 13      | En lille torpedobåd til Rusland. Navypedia.org omtaler den som identisk med den ombyggede yacht Mary fra 1877, og i så fald er værftsnummeret særdeles tvivlsomt. |              |
| 1881        | Torpedera No 1     | 114       | 11      | To stangtorpedobåde til Argentina, 18,9 m (62,1 ft) og 16 knob. Netstedet histarmar.com.ar daterer dem til 1882 og angiver farten som 15.0 knob. |              |
| 1881        | Torpedera No 2     | 115       | 11      | To stangtorpedobåde til Argentina, 18,9 m (62,1 ft) og 16 knob. Netstedet histarmar.com.ar daterer dem til 1882 og angiver farten som 15.0 knob. |              |
| 1880 - 1882 | HMTB 76            | 117       | 12      | Endnu en serie torpedobåde af anden klasse til Royal Navy, denne gang med to torpedorør side om side i stævnen. |              |
| 1880 - 1882 | HMTB 77            | 118       | 12      | Endnu en serie torpedobåde af anden klasse til Royal Navy, denne gang med to torpedorør side om side i stævnen. |              |
| 1880 - 1882 | HMTB 78            | 119       | 12      | Endnu en serie torpedobåde af anden klasse til Royal Navy, denne gang med to torpedorør side om side i stævnen. |              |
| 1880 - 1882 | HMTB 79            | 120       | 12      | Endnu en serie torpedobåde af anden klasse til Royal Navy, denne gang med to torpedorør side om side i stævnen. |              |
| 1880 - 1882 | HMTB 80            | 121       | 12      | Endnu en serie torpedobåde af anden klasse til Royal Navy, denne gang med to torpedorør side om side i stævnen. |              |
| 1880 - 1882 | HMTB 81            | 122       | 12      | Endnu en serie torpedobåde af anden klasse til Royal Navy, denne gang med to torpedorør side om side i stævnen. |              |
| 1880 - 1882 | HMTB 82            | 123       | 12      | Endnu en serie torpedobåde af anden klasse til Royal Navy, denne gang med to torpedorør side om side i stævnen. |              |
| 1880 - 1882 | HMTB 83            | 124       | 12      | Endnu en serie torpedobåde af anden klasse til Royal Navy, denne gang med to torpedorør side om side i stævnen. |              |
| 1880 - 1882 | HMTB 84            | 125       | 12      | Endnu en serie torpedobåde af anden klasse til Royal Navy, denne gang med to torpedorør side om side i stævnen. |              |
| 1880 - 1882 | HMTB 85            | 126       | 12      | Endnu en serie torpedobåde af anden klasse til Royal Navy, denne gang med to torpedorør side om side i stævnen. |              |
| 1880 - 1882 | HMTB 86            | 127       | 12      | Endnu en serie torpedobåde af anden klasse til Royal Navy, denne gang med to torpedorør side om side i stævnen. |              |
| 1880 - 1882 | HMTB 87            | 128       | 12      | Endnu en serie torpedobåde af anden klasse til Royal Navy, denne gang med to torpedorør side om side i stævnen. |              |
| 1880 - 1882 | HMTB 88            | 129       | 12      | Endnu en serie torpedobåde af anden klasse til Royal Navy, denne gang med to torpedorør side om side i stævnen. |              |
| 1880 - 1882 | HMTB 89            | 130       | 12      | Endnu en serie torpedobåde af anden klasse til Royal Navy, denne gang med to torpedorør side om side i stævnen. |              |
| 1880 - 1882 | HMTB 90            | 131       | 12      | Endnu en serie torpedobåde af anden klasse til Royal Navy, denne gang med to torpedorør side om side i stævnen. |              |
| 1880 - 1882 | HMTB 91            | 132       | 12      | Endnu en serie torpedobåde af anden klasse til Royal Navy, denne gang med to torpedorør side om side i stævnen. |              |
| 1880 - 1882 | HMTB 92            | 133       | 12      | Endnu en serie torpedobåde af anden klasse til Royal Navy, denne gang med to torpedorør side om side i stævnen. |              |
| 1880 - 1882 | HMTB 93            | 134       | 12      | Endnu en serie torpedobåde af anden klasse til Royal Navy, denne gang med to torpedorør side om side i stævnen. |              |
| 1880 - 1882 | HMTB 94            | 135       | 12      | Endnu en serie torpedobåde af anden klasse til Royal Navy, denne gang med to torpedorør side om side i stævnen. |              |
| 1880 - 1882 | HMTB 95            | 136       | 12      | Endnu en serie torpedobåde af anden klasse til Royal Navy, denne gang med to torpedorør side om side i stævnen. |              |
| 1881        | Torpilleur 58      | 137       | 10      | Torpedobåde af anden klasse (Torpilleurs-vedettes) til Frankrig, med topfart 16 knob. De målte 18,4 m (60,4 ft) |              |
| 1881        | Torpilleur 59      | 138       | 10      | Torpedobåde af anden klasse (Torpilleurs-vedettes) til Frankrig, med topfart 16 knob. De målte 18,4 m (60,4 ft) |              |
| 1881        | Aquila             | 139       | 34      | To torpedobåde til Italien, senere omdøbt til 23T og 24T ("T" for "Thornycroft"). De målte 29 m (96 ft) og havde to 14-tommers (35 cm) torpedorør. |              |
| 1881        | Gabbiano           | 140       | 34      | To torpedobåde til Italien, senere omdøbt til 23T og 24T ("T" for "Thornycroft"). De målte 29 m (96 ft) og havde to 14-tommers (35 cm) torpedorør. |              |
| 1881        | Torpedobaad Nr. 6  | 142       | 58      | Denne torpedobåd til Danmark markerede en væsentlig forøgelse af størrelsen på Thornycrofts konstruktioner. Den målte 33,5 m (110,0 ft), præsterede 20,7 knob og havde to torpedorør af den store 38 cm (15-tommer) type i stævnen. Fik navnet Sværdfisken i 1882. |              |
| 1882 - 1883 | Aldebaran          | 143       | 38      | En serie torpedobåde til Italien. De målte 30,5 m (100,0 ft), nåede 21,4 knob på prøveturene og havde to 35-cm (14-tommers) trpedorør i stævnen. I 1886 blev de omdøbt til 26T-35T. |              |
| 1882 - 1883 | Antares            | 144       | 38      | En serie torpedobåde til Italien. De målte 30,5 m (100,0 ft), nåede 21,4 knob på prøveturene og havde to 35-cm (14-tommers) trpedorør i stævnen. I 1886 blev de omdøbt til 26T-35T. |              |
| 1882 - 1883 | Andromeda          | 145       | 38      | En serie torpedobåde til Italien. De målte 30,5 m (100,0 ft), nåede 21,4 knob på prøveturene og havde to 35-cm (14-tommers) trpedorør i stævnen. I 1886 blev de omdøbt til 26T-35T. |              |
| 1882 - 1883 | Centauro           | 146       | 38      | En serie torpedobåde til Italien. De målte 30,5 m (100,0 ft), nåede 21,4 knob på prøveturene og havde to 35-cm (14-tommers) trpedorør i stævnen. I 1886 blev de omdøbt til 26T-35T. |              |
| 1882 - 1883 | Dragone            | 147       | 38      | En serie torpedobåde til Italien. De målte 30,5 m (100,0 ft), nåede 21,4 knob på prøveturene og havde to 35-cm (14-tommers) trpedorør i stævnen. I 1886 blev de omdøbt til 26T-35T. |              |
| 1882 - 1883 | Pegaso             | 148       | 38      | En serie torpedobåde til Italien. De målte 30,5 m (100,0 ft), nåede 21,4 knob på prøveturene og havde to 35-cm (14-tommers) trpedorør i stævnen. I 1886 blev de omdøbt til 26T-35T. |              |
| 1882 - 1883 | Perseo             | 149       | 38      | En serie torpedobåde til Italien. De målte 30,5 m (100,0 ft), nåede 21,4 knob på prøveturene og havde to 35-cm (14-tommers) trpedorør i stævnen. I 1886 blev de omdøbt til 26T-35T. |              |
| 1882 - 1883 | Sagittario         | 150       | 38      | En serie torpedobåde til Italien. De målte 30,5 m (100,0 ft), nåede 21,4 knob på prøveturene og havde to 35-cm (14-tommers) trpedorør i stævnen. I 1886 blev de omdøbt til 26T-35T. |              |
| 1882 - 1883 | Sirio              | 151       | 38      | En serie torpedobåde til Italien. De målte 30,5 m (100,0 ft), nåede 21,4 knob på prøveturene og havde to 35-cm (14-tommers) trpedorør i stævnen. I 1886 blev de omdøbt til 26T-35T. |              |
| 1882 - 1883 | Orione             | 152       | 38      | En serie torpedobåde til Italien. De målte 30,5 m (100,0 ft), nåede 21,4 knob på prøveturene og havde to 35-cm (14-tommers) trpedorør i stævnen. I 1886 blev de omdøbt til 26T-35T. |              |
| 1882        | Tb 2. kl. Nr. 4    | 153       | 15      | To torpedobåde af anden klasse til Danmark. De målte 18,9 m (62,1 ft) og havde to 35 cm (14-tommer) torpedorør i stævnen. Sammenlignet med værftets foregående både til Royal Navy, var det komplicerede dampdrevne system til affyring af torpedoerne blevet erstattet af et system baseret på trykluft. |              |
| 1882        | Tb 2. kl. Nr. 5    | 154       | 15      | To torpedobåde af anden klasse til Danmark. De målte 18,9 m (62,1 ft) og havde to 35 cm (14-tommer) torpedorør i stævnen. Sammenlignet med værftets foregående både til Royal Navy, var det komplicerede dampdrevne system til affyring af torpedoerne blevet erstattet af et system baseret på trykluft. |              |
| 1882        | Peace              | 155       |         | En lavbundet damper beregnet til missionærarbejde langs Congofloden. Den målte 21,3 m (70,0 ft) og præsterede 10,4 knob ved prøverne. Den var betydningsfuld for værftet, fordi den var Thornycrofts første fartøj med kedler af vandrørstypen. Kedlerne på Peace var udviklet af Herreshoff, og John Thornycroft arbejdede videre på ideen og tog patent på sin egen udgave i 1885, og vandrørskedlerne kom til at erstatte de tidligere kedler fra værftet, der var af lokomotiv-typen. |              |
| 1882        | Seid               | 157       | 45      | En torpedobåd til den svenske flåde. Den målte 30,5 m (100 ft) og havde to 35-cm (14-tommer) torpedorør i stævnen. |              |
| 1883        | HMTB 98            | 141       | 14      | En specielt udviklet torpedobåd af anden klasse til Royal Navy, forsynet med Ruthvens system til fremdrift via vandstråler. Konstruktionen var en skuffelse, idet båden var langsommere end de konventionelle søsterskibe (blot 12,6 knob), og i tilgift var den særdeles støjende, når maskineriet arbejdede. |              |
| 1883        | Euterpe            | 158       | 13      | Den første serie af torpedobåde af anden klasse til Italien. De målte 19,2 m (63,0 ft), og klarede 17,3 knob på prøverne. Bådene havde to 35-cm (14-tommer) torpedorør i stævnen. I 1886 blev de omdøbt til 3T-10T. |              |
| 1883        | Talia              | 159       | 13      | Den første serie af torpedobåde af anden klasse til Italien. De målte 19,2 m (63,0 ft), og klarede 17,3 knob på prøverne. Bådene havde to 35-cm (14-tommer) torpedorør i stævnen. I 1886 blev de omdøbt til 3T-10T. |              |
| 1883        | Erato              | 160       | 13      | Den første serie af torpedobåde af anden klasse til Italien. De målte 19,2 m (63,0 ft), og klarede 17,3 knob på prøverne. Bådene havde to 35-cm (14-tommer) torpedorør i stævnen. I 1886 blev de omdøbt til 3T-10T. |              |
| 1883        | Melpomene          | 161       | 13      | Den første serie af torpedobåde af anden klasse til Italien. De målte 19,2 m (63,0 ft), og klarede 17,3 knob på prøverne. Bådene havde to 35-cm (14-tommer) torpedorør i stævnen. I 1886 blev de omdøbt til 3T-10T. |              |
| 1883        | Terpsicore         | 162       | 13      | Den første serie af torpedobåde af anden klasse til Italien. De målte 19,2 m (63,0 ft), og klarede 17,3 knob på prøverne. Bådene havde to 35-cm (14-tommer) torpedorør i stævnen. I 1886 blev de omdøbt til 3T-10T. |              |
| 1883        | Polimnia           | 163       | 13      | Den første serie af torpedobåde af anden klasse til Italien. De målte 19,2 m (63,0 ft), og klarede 17,3 knob på prøverne. Bådene havde to 35-cm (14-tommer) torpedorør i stævnen. I 1886 blev de omdøbt til 3T-10T. |              |
| 1883        | Urania             | 164       | 13      | Den første serie af torpedobåde af anden klasse til Italien. De målte 19,2 m (63,0 ft), og klarede 17,3 knob på prøverne. Bådene havde to 35-cm (14-tommer) torpedorør i stævnen. I 1886 blev de omdøbt til 3T-10T. |              |
| 1883        | Calliope           | 165       | 13      | Den første serie af torpedobåde af anden klasse til Italien. De målte 19,2 m (63,0 ft), og klarede 17,3 knob på prøverne. Bådene havde to 35-cm (14-tommer) torpedorør i stævnen. I 1886 blev de omdøbt til 3T-10T. |              |
| 1883        | Sukhum             | 167       | 64      | Denne torpedobåd til Rusland var den hidtil største fra Thornycroft. Den målte 34,4 m (113,0 ft), gik 19,5 knob på prøverne og havde to torpedorør af den store 38 cm (15-inch) type i stævnen. |              |
| 1883        | Defender           | 168       | 12      | En serie stangtorpedobåde til New Zealand. De ankom i 1884, og året efter blev der købt tre sæt rammetorpedoer til dem. |              |
| 1883        | Taiaroa            | 169       | 12      | En serie stangtorpedobåde til New Zealand. De ankom i 1884, og året efter blev der købt tre sæt rammetorpedoer til dem. |              |
| 1883        | Waitemata          | 170       | 12      | En serie stangtorpedobåde til New Zealand. De ankom i 1884, og året efter blev der købt tre sæt rammetorpedoer til dem. |              |
| 1883        | Poneke             | 171       | 12      | En serie stangtorpedobåde til New Zealand. De ankom i 1884, og året efter blev der købt tre sæt rammetorpedoer til dem. |              |
| 1883 - 1884 | Mosca              | 173       | 16      | En serie torpedobåde af anden klasse til Italien. De havde to 35 cm (14-tommer) torpedorør i stævnen og var 20,1 m (66,0 ft) lange. I 1886 blev de omdøbt til 12T-15T. |              |
| 1883 - 1884 | Ape                | 174       | 16      | En serie torpedobåde af anden klasse til Italien. De havde to 35 cm (14-tommer) torpedorør i stævnen og var 20,1 m (66,0 ft) lange. I 1886 blev de omdøbt til 12T-15T. |              |
| 1883 - 1884 | Vespa              | 175       | 16      | En serie torpedobåde af anden klasse til Italien. De havde to 35 cm (14-tommer) torpedorør i stævnen og var 20,1 m (66,0 ft) lange. I 1886 blev de omdøbt til 12T-15T. |              |
| 1883 - 1884 | Farfalla           | 176       | 16      | En serie torpedobåde af anden klasse til Italien. De havde to 35 cm (14-tommer) torpedorør i stævnen og var 20,1 m (66,0 ft) lange. I 1886 blev de omdøbt til 12T-15T. |              |
| 1883        | Lucciola           | 177       | 13      | Yderligere seks enheder af Euterpe klassen til Italien. De var bevæbnet med to 35 cm (14-tommers) torpedorør i stævnen og var 19,2 m (63,0 ft) lange. I 1886 blev de omdøbt til 16T-21T. |              |
| 1883        | Formica            | 178       | 13      | Yderligere seks enheder af Euterpe klassen til Italien. De var bevæbnet med to 35 cm (14-tommers) torpedorør i stævnen og var 19,2 m (63,0 ft) lange. I 1886 blev de omdøbt til 16T-21T. |              |
| 1883        | Cicala             | 179       | 13      | Yderligere seks enheder af Euterpe klassen til Italien. De var bevæbnet med to 35 cm (14-tommers) torpedorør i stævnen og var 19,2 m (63,0 ft) lange. I 1886 blev de omdøbt til 16T-21T. |              |
| 1883        | Locusta            | 180       | 13      | Yderligere seks enheder af Euterpe klassen til Italien. De var bevæbnet med to 35 cm (14-tommers) torpedorør i stævnen og var 19,2 m (63,0 ft) lange. I 1886 blev de omdøbt til 16T-21T. |              |
| 1883        | Grillo             | 181       | 13      | Yderligere seks enheder af Euterpe klassen til Italien. De var bevæbnet med to 35 cm (14-tommers) torpedorør i stævnen og var 19,2 m (63,0 ft) lange. I 1886 blev de omdøbt til 16T-21T. |              |
| 1883        | Zanzara            | 182       | 13      | Yderligere seks enheder af Euterpe klassen til Italien. De var bevæbnet med to 35 cm (14-tommers) torpedorør i stævnen og var 19,2 m (63,0 ft) lange. I 1886 blev de omdøbt til 16T-21T. |              |
| 1883        | Delfinen           | 183       | 67      | En torpedobåd til den danske marine. Den målte 33,7 m (110,5 ft), præsterede 20,0 knob ved prøverne og havde to torpedorør af den store 38 cm (15-tommer) type i stævnen. |              |
| 1883        | Alfa               | 184       | 4       | Tre små barkasser beregnet til tjeneste på floderne i Brasilien. De målte 13,7 m (45 ft), var bevæbnet med en enkelt stangtorpedo, og deres fart var oplyst som 12 knob. |              |
| 1883        | Beta               | 185       | 4       | Tre små barkasser beregnet til tjeneste på floderne i Brasilien. De målte 13,7 m (45 ft), var bevæbnet med en enkelt stangtorpedo, og deres fart var oplyst som 12 knob. |              |
| 1883        | Gama               | 186       | 4       | Tre små barkasser beregnet til tjeneste på floderne i Brasilien. De målte 13,7 m (45 ft), var bevæbnet med en enkelt stangtorpedo, og deres fart var oplyst som 12 knob. |              |
| 1883        | "Flodkanonbåd"     | 187       |         | To flodkanonbåde til Brasilien. Royal Museums at Greenwich har tegningerne til dem, men ud over det er der meget få oplysninger om dem på nettet. |              |
| 1883        | "Flodkanonbåd"     | 188       |         | To flodkanonbåde til Brasilien. Royal Museums at Greenwich har tegningerne til dem, men ud over det er der meget få oplysninger om dem på nettet. |              |
| 1884        | HMVS Childers      | 172       | 65      | En torpedobåd til kronkolonien Victoria. Den målte 34,4 m (113,0 ft), nåede 19,1 knob ved prøverne og havde to 35 cm (14-tommers) torpedorør i stævnen. Den tog turen til Australien på egen hånd. |              |
| 1884        | HMVS Nepean        | 189       | 13      | To torpedobåde af anden klasse til kronkolonien Victoria. De var identiske med de tidlige torpedobåde af anden klasse til Royal Navy, med rammeapparater til to 35 cm (14-tommers) torpedoer midtskibs. De målte 18,9 m (62,1 ft) og nåede 17,6 knob ved prøverne. |              |
| 1884        | HMVS Lonsdale      | 190       | 13      | To torpedobåde af anden klasse til kronkolonien Victoria. De var identiske med de tidlige torpedobåde af anden klasse til Royal Navy, med rammeapparater til to 35 cm (14-tommers) torpedoer midtskibs. De målte 18,9 m (62,1 ft) og nåede 17,6 knob ved prøverne. |              |
| 1884        | TB 191             | 191       | 13      | En torpedobåd til kolonien Tasmanien. Den målte 18,9 m (62,1 ft) og nåede 17,2 knob ved prøverne. Den var søsterskib til de både, der blev leveret til New Zealand og - ligesom dem - havde den oprindeligt stangtorpedoer, der i 1885 blev udskiftet med rammeapparater til selvbevægelige torpedoer. Navnet Wasp bruges om den på miramarshipindex.org.nz, men er ikke set andre steder.                                                                                                |              |
| 1884        | Jumbo              | 192       |         | Robåd af stål til brug på Thornycrofts værft. |              |
| 1884        | Th 2               | 194       | 13      | En torpedobåd af anden klasse til den kejserlige tyske flåde. Den var bygget efter Thornycrofts standarddesign på det tidspunkt, med to 35 cm (14-tommers) torpedorør, en længde på 19,2 m (63,0 ft) og en prøvehastighed på 15,5 knob. |              |
| 1884        | Hugin              | 195       | 60      | En torpedobåd af første klasse til den svenske flåde. Da var bevæbnet med to 38 cm (15-tommers) torpedorør, målte 34,4 m (113,0 ft) og nåede 19,2 knob ved prøverne. |              |
| 1884        | "Dampbarkasse"     | 196       |         | Dampbarkasse til Brasilien. Royal Museums at Greenwich har tegningerne til den, men ud over det er der meget få oplysninger om den på nettet. |              |
| 1884        | Th 1               | 197       | 80      | Værftets hidtil største torpedobåd, leveret til den kejserlige tyske flåde. Den havde to 35 cm (14-tommers) torpedorør, målte 35,9 m (117,8 ft) og nåede 19,9 knob ved prøverne. |              |
| 1884        | Hvalrossen         | 198       | 74      | En torpedobåd af første klasse til den danske flåde. Den havde to 38 cm (15-tommers) torpedorør i stævnen, målte 34,7 m (114,0 ft) og nåede 18,7 knob ved prøverne. |              |
| 1884        | Tb 2. kl. Nr. 6    | 199       | 15      | To torpedobåde af anden klasse til Danmark. De målte 20,1 m (66,0 ft) og havde to 35 cm (14-tommers) torpedorør i stævnen. Deres hastighed ved prøverne var 15,1 knob |              |
| 1884        | Tb 2. kl. Nr. 7    | 200       | 15      | To torpedobåde af anden klasse til Danmark. De målte 20,1 m (66,0 ft) og havde to 35 cm (14-tommers) torpedorør i stævnen. Deres hastighed ved prøverne var 15,1 knob |              |
| 1884        | "Åben barkasse"    | 203       |         | Åben barkasse. Royal Museums at Greenwich har tegningerne til den, men ud over det er der meget få oplysninger om den på nettet. |              |
| 1884        | Khatadbah          | 205       |         | Barkasse til flodsejlads. Royal Museums at Greenwich har tegningerne til den, men ud over det er der meget få oplysninger om den på nettet. |              |
| 1885        | HMQS Mosquito      | 193       | 13      | En torpedobåd til kolonien Queensland. Den målte 18,9 m (62,1 ft) og nåede 17,2 knob ved prøverne. Den var søsterskib til torpedobådene til New Zealand, men var fra starten udrustet med rammeapparater til to 35 cm (14-tommers) torpedoer. |              |
| 1885        | HMTB 21            | 201       | 64      | Disse to torpedobåde til Royal Navy lå tæt op ad HMVS Childers og havde tilsvarende dimensioner, 34,6 m (113,6 ft). Prøvehastigheden var 19,8 knob |              |
| 1885        | HMTB 22            | 202       | 64      | Disse to torpedobåde til Royal Navy lå tæt op ad HMVS Childers og havde tilsvarende dimensioner, 34,6 m (113,6 ft). Prøvehastigheden var 19,8 knob |              |
| 1885        | Queen of the Vale  | 206       |         | Fladbundet yacht. Royal Museums at Greenwich har tegningerne til den, men ud over det er der meget få oplysninger om den på nettet. |              |
| 1885        | Julián Ordóñez     | 209       | 66      | To torpedobåde til Spanien, med en længde på 34,6 m (113,6 ft). Prøvehastigheden var 19,8 knob |              |
| 1885        | Acevedo            | 210       | 66      | To torpedobåde til Spanien, med en længde på 34,6 m (113,6 ft). Prøvehastigheden var 19,8 knob |              |
| 1885        | Albert             | 213       | 100     | Værftets hidtil største skibe, fem floddampere beregnet til tjeneste på Nilen, med en længde på 42,7 m (140,0 ft) og en prøvehastighed på 15,1 knob. Miramarshipindex.org.nz omtaler den sidste af dem som Leopold. |              |
| 1885        | Arthur             | 214       | 100     | Værftets hidtil største skibe, fem floddampere beregnet til tjeneste på Nilen, med en længde på 42,7 m (140,0 ft) og en prøvehastighed på 15,1 knob. Miramarshipindex.org.nz omtaler den sidste af dem som Leopold. |              |
| 1885        | Alfred             | 215       | 100     | Værftets hidtil største skibe, fem floddampere beregnet til tjeneste på Nilen, med en længde på 42,7 m (140,0 ft) og en prøvehastighed på 15,1 knob. Miramarshipindex.org.nz omtaler den sidste af dem som Leopold. |              |
| 1885        | Clarence           | 216       | 100     | Værftets hidtil største skibe, fem floddampere beregnet til tjeneste på Nilen, med en længde på 42,7 m (140,0 ft) og en prøvehastighed på 15,1 knob. Miramarshipindex.org.nz omtaler den sidste af dem som Leopold. |              |
| 1885        | Patrick            | 217       | 100     | Værftets hidtil største skibe, fem floddampere beregnet til tjeneste på Nilen, med en længde på 42,7 m (140,0 ft) og en prøvehastighed på 15,1 knob. Miramarshipindex.org.nz omtaler den sidste af dem som Leopold. |              |
| 1886        | HMTB 99            | 207       | 12      | To torpedobåde af anden klasse til Royal Navy. De målte 19,5 m (64,0 ft) og nåede 16,1 knob ved prøverne. No. 100 var det første skib fra værftet med vandrørskedler af Thornycrofts egen type. |              |
| 1886        | HMTB 100           | 208       | 12      | To torpedobåde af anden klasse til Royal Navy. De målte 19,5 m (64,0 ft) og nåede 16,1 knob ved prøverne. No. 100 var det første skib fra værftet med vandrørskedler af Thornycrofts egen type. |              |
| 1886        | Sabino Vieira      | 211       | 16      | Torpedobåd af anden klasse til Brasilien. På grund af manglende sammenhæng mellem værftsnumre og navne kan den i stedet have haft værftsnummer 196 (eller 187-188). Et 35 cm (14-tommers) torpedorør i stævnen. |              |
| 1886        | HMTB 25            | 212       | 60      | Torpedobåd af første klasse til Royal Navy. Udformningen af stævnen var lavet i "tyrenæse"-form, og det viste sig at være mindre vellykket. Båden målte 38,9 m (127,6 ft) og nåede 19,4 knob ved prøverne. |              |
| 1886        | HMTB 26            | 218       | 60      | En serie torpedobåde af første klasse til Royal Navy. De var baseret på HMTB 25, men havde i modsætning til den lodret stævn. |              |
| 1886        | HMTB 27            | 219       | 60      | En serie torpedobåde af første klasse til Royal Navy. De var baseret på HMTB 25, men havde i modsætning til den lodret stævn. |              |
| 1886        | HMTB 28            | 220       | 60      | En serie torpedobåde af første klasse til Royal Navy. De var baseret på HMTB 25, men havde i modsætning til den lodret stævn. |              |
| 1886        | HMTB 29            | 221       | 60      | En serie torpedobåde af første klasse til Royal Navy. De var baseret på HMTB 25, men havde i modsætning til den lodret stævn. |              |
| 1886        | HMTB 41            | 222       | 60      | En serie torpedobåde af første klasse til Royal Navy. De var baseret på HMTB 25, men havde i modsætning til den lodret stævn. |              |
| 1886        | HMTB 42            | 223       | 60      | En serie torpedobåde af første klasse til Royal Navy. De var baseret på HMTB 25, men havde i modsætning til den lodret stævn. |              |
| 1886        | HMTB 43            | 224       | 60      | En serie torpedobåde af første klasse til Royal Navy. De var baseret på HMTB 25, men havde i modsætning til den lodret stævn. |              |
| 1886        | HMTB 44            | 225       | 60      | En serie torpedobåde af første klasse til Royal Navy. De var baseret på HMTB 25, men havde i modsætning til den lodret stævn. |              |
| 1886        | HMTB 45            | 226       | 60      | En serie torpedobåde af første klasse til Royal Navy. De var baseret på HMTB 25, men havde i modsætning til den lodret stævn. |              |
| 1886        | HMTB 46            | 227       | 60      | En serie torpedobåde af første klasse til Royal Navy. De var baseret på HMTB 25, men havde i modsætning til den lodret stævn. |              |
| 1886        | HMTB 47            | 228       | 60      | En serie torpedobåde af første klasse til Royal Navy. De var baseret på HMTB 25, men havde i modsætning til den lodret stævn. |              |
| 1886        | HMTB 48            | 229       | 60      | En serie torpedobåde af første klasse til Royal Navy. De var baseret på HMTB 25, men havde i modsætning til den lodret stævn. |              |
| 1886        | HMTB 49            | 230       | 60      | En serie torpedobåde af første klasse til Royal Navy. De var baseret på HMTB 25, men havde i modsætning til den lodret stævn. |              |
| 1886        | HMTB 50            | 231       | 60      | En serie torpedobåde af første klasse til Royal Navy. De var baseret på HMTB 25, men havde i modsætning til den lodret stævn. |              |
| 1886        | HMTB 51            | 232       | 60      | En serie torpedobåde af første klasse til Royal Navy. De var baseret på HMTB 25, men havde i modsætning til den lodret stævn. |              |
| 1886        | HMTB 52            | 233       | 60      | En serie torpedobåde af første klasse til Royal Navy. De var baseret på HMTB 25, men havde i modsætning til den lodret stævn. |              |
| 1886        | HMTB 53            | 234       | 60      | En serie torpedobåde af første klasse til Royal Navy. De var baseret på HMTB 25, men havde i modsætning til den lodret stævn. |              |
| 1886        | HMTB 54            | 235       | 60      | En serie torpedobåde af første klasse til Royal Navy. De var baseret på HMTB 25, men havde i modsætning til den lodret stævn. |              |
| 1886        | HMTB 55            | 236       | 60      | En serie torpedobåde af første klasse til Royal Navy. De var baseret på HMTB 25, men havde i modsætning til den lodret stævn. |              |
| 1886        | HMTB 56            | 237       | 60      | En serie torpedobåde af første klasse til Royal Navy. De var baseret på HMTB 25, men havde i modsætning til den lodret stævn. |              |
| 1886        | HMTB 57            | 238       | 60      | En serie torpedobåde af første klasse til Royal Navy. De var baseret på HMTB 25, men havde i modsætning til den lodret stævn. |              |
| 1886        | HMTB 58            | 239       | 60      | En serie torpedobåde af første klasse til Royal Navy. De var baseret på HMTB 25, men havde i modsætning til den lodret stævn. |              |
| 1886        | HMTB 59            | 240       | 60      | En serie torpedobåde af første klasse til Royal Navy. De var baseret på HMTB 25, men havde i modsætning til den lodret stævn. |              |
| 1886        | HMTB 60            | 241       | 60      | En serie torpedobåde af første klasse til Royal Navy. De var baseret på HMTB 25, men havde i modsætning til den lodret stævn. |              |
| 1886        | Assynt             | 242       |         | Dampdrevet yacht. Royal Museums at Greenwich har tegningerne til den, men ud over det er der meget få oplysninger om den på nettet. |              |
| 1886        | Tb 2. kl. Nr. 8    | 243       | 15      | To torpedobåde af anden klasse til Danmark. De målte 21,2 m (69,6 ft) og havde to 35 cm (14-tommer) torpedorør i stævnen. Prøvehastigheden var 15,5 knob |              |
| 1886        | Tb 2. kl. Nr. 9    | 244       | 15      | To torpedobåde af anden klasse til Danmark. De målte 21,2 m (69,6 ft) og havde to 35 cm (14-tommer) torpedorør i stævnen. Prøvehastigheden var 15,5 knob |              |
| 1886        | "Sejlbåd af stål"  | 251       |         | To sejlbåde (eller robåde) af stål. Royal Museums at Greenwich har tegningerne til dem, men ud over det er der meget få oplysninger om dem på nettet. |              |
| 1886        | "Sejlbåd af stål"  | 252       |         | To sejlbåde (eller robåde) af stål. Royal Museums at Greenwich har tegningerne til dem, men ud over det er der meget få oplysninger om dem på nettet. |              |
| 1887        | Habana             | 245       | 67      | Torpedbåd til den spanske flåde. Den målte 38,9 m (127,6 ft) og havde to 35 cm (14-tommer) torpedorør. Prøvehastigheden var 21,3 knob |              |
| 1887        | Boadicea           | 246       |         | Banbury beskrev hende som en treskruet eksperimentel yacht til John Thornycroft. Derimod omtalte John Thornycroft selv hende som et enkeltskruet fartøj, udstyret med en turbineskrue til sejlads på lavt vand. Han oplyste også, at hun blev solgt til franske ejere med henblik på flodsejlads på Madagascar. |              |
| 1887        | Ariete             | 247       | 120     | To torpedobåde af første klasse til Spanien. De målte 45,0 m (147,6 ft) og havde to 35 cm (14-tommer) torpedorør. Hastigheden ved prøverne var 26,2 knob og de markerede et nyt højdepunkt i størrelse og fart for værftets konstruktioner. |              |
| 1887        | Rayo               | 248       | 120     | To torpedobåde af første klasse til Spanien. De målte 45,0 m (147,6 ft) og havde to 35 cm (14-tommer) torpedorør. Hastigheden ved prøverne var 26,2 knob og de markerede et nyt højdepunkt i størrelse og fart for værftets konstruktioner. |              |
| 1887        | Støren             | 249       | 110     | To torpedobåde af første klasse til den danske marine. Dette par havde vædderstævn, og det betød at forskibet blev overskyllet ved enhver hastighed af betydning. Den kraftige torpedobevæbning bestod af to 38 cm (15-tommer) torpedorør i stævnen og to mere på agterdækket. Prøvehastigheden var op til 23,3 knob. |              |
| 1887        | Søløven            | 250       | 110     | To torpedobåde af første klasse til den danske marine. Dette par havde vædderstævn, og det betød at forskibet blev overskyllet ved enhver hastighed af betydning. Den kraftige torpedobevæbning bestod af to 38 cm (15-tommer) torpedorør i stævnen og to mere på agterdækket. Prøvehastigheden var op til 23,3 knob. |              |
| 1887        | Pollywog           | 261       |         | Eksperimentel dampbarkasse. Royal Museums at Greenwich har tegningerne til den, men ud over det er der meget få oplysninger om den på nettet. |              |
| 1888        | Havhesten          | 253       | 110     | To torpedobåde af første klasse til Danmark. Dette par havde lodret stævn, hvor åbningerne til torpedorørene flugtede med skroget, og det gjorde dem til langt bedre søskibe end Støren-bådene fra det foregående år. De havde to 38 cm (15-tommer) torpedorør i stævnen og to mere på agterdækket. Hastigheden ved prøverne var op til 22,9 knob. |              |
| 1888        | Narhvalen          | 254       | 110     | To torpedobåde af første klasse til Danmark. Dette par havde lodret stævn, hvor åbningerne til torpedorørene flugtede med skroget, og det gjorde dem til langt bedre søskibe end Støren-bådene fra det foregående år. De havde to 38 cm (15-tommer) torpedorør i stævnen og to mere på agterdækket. Hastigheden ved prøverne var op til 22,9 knob. |              |
| 1888        | Coureur            | 255       | 101     | Torpedobåd til den franske flåde. Den var "noget nær en kopi" af den spanske Ariete. Den målte 45,0 m (147,6 ft) og havde to 35 cm (14-tommer) torpedorør. Hastigheden ved prøverne var 23,5 knob |              |
| 1888        | Baluchi            | 256       | 96      | Tre torpedobåde af 125-fod typen (svarende til HMTB 26 m.fl.), bestilt af Royal Indian Marine. Tilsyneladende nåede de aldrig frem til Indien, for de blev i 1892 overtaget af Royal Navy og omdøbt til HMTB 100, HMTB 102 og HMTB 103. De målte 41,1 m (134,7 ft) and havde hele fem 35 cm (14-tommer) torpedorør. Prøvehastigheden var op til 21,9 knob. |              |
| 1888        | Karen              | 257       | 96      | Tre torpedobåde af 125-fod typen (svarende til HMTB 26 m.fl.), bestilt af Royal Indian Marine. Tilsyneladende nåede de aldrig frem til Indien, for de blev i 1892 overtaget af Royal Navy og omdøbt til HMTB 100, HMTB 102 og HMTB 103. De målte 41,1 m (134,7 ft) and havde hele fem 35 cm (14-tommer) torpedorør. Prøvehastigheden var op til 21,9 knob. |              |
| 1888        | Pathan             | 258       | 96      | Tre torpedobåde af 125-fod typen (svarende til HMTB 26 m.fl.), bestilt af Royal Indian Marine. Tilsyneladende nåede de aldrig frem til Indien, for de blev i 1892 overtaget af Royal Navy og omdøbt til HMTB 100, HMTB 102 og HMTB 103. De målte 41,1 m (134,7 ft) and havde hele fem 35 cm (14-tommer) torpedorør. Prøvehastigheden var op til 21,9 knob. |              |
| 1888        | Tb 2. kl Nr. 10    | 259       | 16      | To torpedobåde af anden klasse til Danmark. De målte 21,4 m (70,3 ft) og havde to 35 cm (14-tommer) torpedorør i stævnen. Hastigheden ved prøverne var op til 15,6 knob. |              |
| 1888        | Tb 2. kl. Nr. 11   | 260       | 16      | To torpedobåde af anden klasse til Danmark. De målte 21,4 m (70,3 ft) og havde to 35 cm (14-tommer) torpedorør i stævnen. Hastigheden ved prøverne var op til 15,6 knob. |              |
| 1888        | Mirim              | 262       |         | Slæbebåd til flodbrug. Royal Museums at Greenwich har tegningerne til den, men ud over det er der meget få oplysninger om den på nettet. |              |
| 1889        | Tb 2. kl Nr. 12    | 263       | 25      | To torpedobåde af anden klasse til Danmark. De målte 24,5 m (80,4 ft) og havde to 35 cm (14-tommer) torpedorør i stævnen. Hastigheden ved prøverne var op til 17,9 knob. |              |
| 1889        | Tb 2. kl. Nr. 13   | 264       | 25      | To torpedobåde af anden klasse til Danmark. De målte 24,5 m (80,4 ft) og havde to 35 cm (14-tommer) torpedorør i stævnen. Hastigheden ved prøverne var op til 17,9 knob. |              |
| 1889        | Georgie            | 265       |         | Dampbarkasse bygget til Louis Meyer, Dresden. Royal Museums at Greenwich har tegningerne til den, men ud over det er der meget få oplysninger om den på nettet. |              |
| 1889        | Aurora             | 266       |         | Dampyacht til flodbrug, forsynet med en speciel indkapslet "turbineskrue" til sejlads på lavt vand. Royal Museums at Greenwich har tegningerne til den. |              |
| 1889        | "Robåd af stål"    | 269       |         | Galvaniseret sejl- og robåd. Royal Museums at Greenwich har tegningerne til dem, men ud over det er der meget få oplysninger om dem på nettet. |              |
| 1889        | "Robåd af stål"    | 270       |         | Galvaniseret sejl- og robåd. Royal Museums at Greenwich har tegningerne til dem, men ud over det er der meget få oplysninger om dem på nettet. |              |
| 1890        | Boojum             | 274       |         | Dampbarkasse. Royal Museums at Greenwich har tegningerne til den, men ud over det er der meget få oplysninger om den på nettet. |              |
| 1890        | Bijoli             | 275       |         | Floddamper til brug i Indien. Længde 42,7 m (140,0 ft), prøvehastighed 13,9 knob. |              |
| 1891        | Marcílio Dias      | 271       | 110     | Tre torpedobåde af første klasse til Brasiliens flåde. Længde 45,7 m (150,0 ft), prøvehastighed 25,9 knob. Naval.com.br betegner dem som "tipo Coureur", altså svarende til torpedobåden leveret til Frankrig. |              |
| 1891        | Iguatemi           | 272       | 110     | Tre torpedobåde af første klasse til Brasiliens flåde. Længde 45,7 m (150,0 ft), prøvehastighed 25,9 knob. Naval.com.br betegner dem som "tipo Coureur", altså svarende til torpedobåden leveret til Frankrig. |              |
| 1891        | Araguari           | 273       | 110     | Tre torpedobåde af første klasse til Brasiliens flåde. Længde 45,7 m (150,0 ft), prøvehastighed 25,9 knob. Naval.com.br betegner dem som "tipo Coureur", altså svarende til torpedobåden leveret til Frankrig. |              |
| 1891        | Goodwill           | 276       |         | Floddamper til passagerer. Bygget til Baptist Missionary Society. Længde 25,7 m (84,2 ft), prøvehastighed 9,1 knob. Gjorde tjeneste på den øvre del af Congofloden. |              |
| 1892        | Comodoro Py        | 267       | 110     | To torpedobåde af første klasse til Argentina. De fleste kilder daterer dem til 1890, men histamar.org oplyser, at de indgik i Argentinas flåde i 1892. Længde 45,7 m (150,0 ft), prøvehastighed 25,1 knob. |              |
| 1892        | Comodoro Murature  | 268       | 110     | To torpedobåde af første klasse til Argentina. De fleste kilder daterer dem til 1890, men histamar.org oplyser, at de indgik i Argentinas flåde i 1892. Længde 45,7 m (150,0 ft), prøvehastighed 25,1 knob. |              |
| 1893        | RN Pinnace No 256  | 283       |         | Fire dampdrevne pinasser til Royal Navy. Længde 12,2 m (40,0 ft), prøvehastighed 9,2 knob. |              |
| 1893        | RN Pinnace No 257  | 284       |         | Fire dampdrevne pinasser til Royal Navy. Længde 12,2 m (40,0 ft), prøvehastighed 9,2 knob. |              |
| 1893        | RN Pinnace No 258  | 285       |         | Fire dampdrevne pinasser til Royal Navy. Længde 12,2 m (40,0 ft), prøvehastighed 9,2 knob. |              |
| 1893        | RN Pinnace No 259  | 286       |         | Fire dampdrevne pinasser til Royal Navy. Længde 12,2 m (40,0 ft), prøvehastighed 9,2 knob. |              |
| 1893 - 1894 | HMTB 91            | 289       | 141     | Tre torpedobåde af første klasse til Royal Navy. No. 93 adskilte sig fra de andre, fordi den var den britiske flådes første torpedobåd med to skruer. Længde 43,5 m (142,6 ft), prøvehastighed 23,7 knob. |              |
| 1893 - 1894 | HMTB 92            | 290       | 141     | Tre torpedobåde af første klasse til Royal Navy. No. 93 adskilte sig fra de andre, fordi den var den britiske flådes første torpedobåd med to skruer. Længde 43,5 m (142,6 ft), prøvehastighed 23,7 knob. |              |
| 1893 - 1894 | HMTB 93            | 291       | 141     | Tre torpedobåde af første klasse til Royal Navy. No. 93 adskilte sig fra de andre, fordi den var den britiske flådes første torpedobåd med to skruer. Længde 43,5 m (142,6 ft), prøvehastighed 23,7 knob. |              |
| 1894        | HMS Speedy         | 281       | 810     | En speciel enhed blandt torpedokanonbådene i Alarm-klassen, fordi den havde vandrørskedler i stedet for lokomotivtypen. Af den grund var den næsten to knob hurtigere end sine søstre. Med sine 810 tons var den værftets hidtil største skib. Længde 73,8 m (242,0 ft), prøvehastighed 20,5 knob. |              |
| 1894        | Kiran              | 300       | 140     | Floddamper. længde 42,7 m (140,0 ft), prøvefart 13,0 knob. |              |
| 1895        | HMS Daring         | 287       | 264     | Thornycrofts andel af det britiske Admiralitets 1892-ordre på 26-knobs destroyere. Længde 56,4 m (185,0 ft). Daring præsterede 28,2 knob på sin prøvesejlads. |              |
| 1895        | HMS Decoy          | 288       | 264     | Thornycrofts andel af det britiske Admiralitets 1892-ordre på 26-knobs destroyere. Længde 56,4 m (185,0 ft). Daring præsterede 28,2 knob på sin prøvesejlads. |              |
| 1895        | HMS Ardent         | 297       | 269     | Thornycrofts andel af Admiralitetets 1893-94 ordre på 27-knobs destroyere. længde 61,4 m (201,6 ft). Boxer præsterede 29,1 knob på prøvesejladsen. |              |
| 1895        | HMS Boxer          | 298       | 269     | Thornycrofts andel af Admiralitetets 1893-94 ordre på 27-knobs destroyere. længde 61,4 m (201,6 ft). Boxer præsterede 29,1 knob på prøvesejladsen. |              |
| 1895        | HMS Bruiser        | 299       | 269     | Thornycrofts andel af Admiralitetets 1893-94 ordre på 27-knobs destroyere. længde 61,4 m (201,6 ft). Boxer præsterede 29,1 knob på prøvesejladsen. |              |
| 1895        | President van Heel | 304       |         | Redningsbåd til Nederlandene. Længde 16,8 m (55,0 ft), prøvefart 9,3 knob. |              |
| 1897        | HMS Desperate      | 305       | 372     | Thornycrofts andel af Admiralitetets 1894-95 ordre på 30-knobs destroyere. Længde 64,0 m (210,0 ft). Desperate præsterede 30,4 knob på prøvesejladsen. |              |
| 1897        | HMS Fame           | 306       | 272     | Thornycrofts andel af Admiralitetets 1894-95 ordre på 30-knobs destroyere. Længde 64,0 m (210,0 ft). Desperate præsterede 30,4 knob på prøvesejladsen. |              |
| 1897        | HMS Foam           | 307       | 272     | Thornycrofts andel af Admiralitetets 1894-95 ordre på 30-knobs destroyere. Længde 64,0 m (210,0 ft). Desperate præsterede 30,4 knob på prøvesejladsen. |              |
| 1897        | HMS Mallard        | 308       | 272     | Thornycrofts andel af Admiralitetets 1894-95 ordre på 30-knobs destroyere. Længde 64,0 m (210,0 ft). Desperate præsterede 30,4 knob på prøvesejladsen. |              |
| 1897        | Sevillana          | 323       |         | En hurtig barkasse. Længde 23,0 m (75,6 ft), prøvefart 21,3 knob. |              |
| 1897        | RNLB Queen         | 325       |         | Redningsbåd til Royal National Lifeboat Institution. Længde 16,8 m (55,0 ft), prøvefart 8,7 knob. |              |
| 1898        | HMS Angler         | 313       | 270     | Thornycrofts andel af Admiralitetets 1895-96 ordre på 30-knobs destroyere. Længde 64,0 m (210,0 ft). Ariel præsterede 30,8 knob ved prøverne. |              |
| 1898        | HMS Ariel          | 314       | 270     | Thornycrofts andel af Admiralitetets 1895-96 ordre på 30-knobs destroyere. Længde 64,0 m (210,0 ft). Ariel præsterede 30,8 knob ved prøverne. |              |
| 1898        | D 10               | 322       | 310     | Divisionsboot 10, der blev bygget til Tyskland, var i praksis en variant af værftets 30-knobs destroyere til Royal Navy, dog med kanoner af mindre type. Længde 64,6 m (211,9 ft), prøvefart 27,7 knob. |              |
| 1898        | HMS Woodcock       | 326       | 150     | En serie på tre flodkanonbåde til Royal Navy. De første to blev skilt ad igen og sendt til tjeneste i Kina, mens Melik blev sendt til Egypten, hvor den ydede støtte til operationerne under mahdistoprøret. Længde 44,2 m (145,0 ft), prøvefart up til 13,3 knob. |              |
| 1898        | HMS Woodlark       | 327       | 150     | En serie på tre flodkanonbåde til Royal Navy. De første to blev skilt ad igen og sendt til tjeneste i Kina, mens Melik blev sendt til Egypten, hvor den ydede støtte til operationerne under mahdistoprøret. Længde 44,2 m (145,0 ft), prøvefart up til 13,3 knob. |              |
| 1898        | HMS Melik          | 328       | 150     | En serie på tre flodkanonbåde til Royal Navy. De første to blev skilt ad igen og sendt til tjeneste i Kina, mens Melik blev sendt til Egypten, hvor den ydede støtte til operationerne under mahdistoprøret. Længde 44,2 m (145,0 ft), prøvefart up til 13,3 knob. |              |
| 1899        | Shamrock           | 339       | 135     | En sejlyacht til konkurrencebrug bygget til Sir Thomas Lipton. Længde 38,8 m (127,3 ft). |              |
| 1899 - 1900 | HMS Coquette       | 319       | 270     | Thornycrofts andel af Admiralitetets 1896-97 ordre på 30-knobs destroyere. Længde 64,0 m (210,0 ft). Ariel nåede 30,8 knob på sin prøvesejlads. |              |
| 1899 - 1900 | HMS Cygnet         | 320       | 270     | Thornycrofts andel af Admiralitetets 1896-97 ordre på 30-knobs destroyere. Længde 64,0 m (210,0 ft). Ariel nåede 30,8 knob på sin prøvesejlads. |              |
| 1899 - 1900 | HMS Cynthia        | 321       | 270     | Thornycrofts andel af Admiralitetets 1896-97 ordre på 30-knobs destroyere. Længde 64,0 m (210,0 ft). Ariel nåede 30,8 knob på sin prøvesejlads. |              |
| 1900        | HMS Albatross      | 318       | 380     | Admiralitetets 1896-97 ordre omfattede tre specielle 33-knobs destroyere, hvoraf Thornycroft fik bestilling på én. Den nåede aldrig op på den bestilte hastighed, og det gjorde de to andre heller ikke. Længde 69,2 m (227,0 ft), prøvefart 31,4 knob. |              |
| 1898 - 1900 | Murakumo           | 329       | 279     | Destroyerne af Murakumo-klassen til den kejserlige japanske flåde var baseret på Thornycrofts Angler design til Royal Navy. Længde 64,0 m (210,0 ft). De præsterede op til 30,5 knob på prøvesejladserne. |              |
| 1898 - 1900 | Shinonome          | 330       | 279     | Destroyerne af Murakumo-klassen til den kejserlige japanske flåde var baseret på Thornycrofts Angler design til Royal Navy. Længde 64,0 m (210,0 ft). De præsterede op til 30,5 knob på prøvesejladserne. |              |
| 1898 - 1900 | Yūgiri             | 331       | 279     | Destroyerne af Murakumo-klassen til den kejserlige japanske flåde var baseret på Thornycrofts Angler design til Royal Navy. Længde 64,0 m (210,0 ft). De præsterede op til 30,5 knob på prøvesejladserne. |              |
| 1898 - 1900 | Shiranui           | 332       | 279     | Destroyerne af Murakumo-klassen til den kejserlige japanske flåde var baseret på Thornycrofts Angler design til Royal Navy. Længde 64,0 m (210,0 ft). De præsterede op til 30,5 knob på prøvesejladserne. |              |
| 1898 - 1900 | Kagerō             | 337       | 279     | Destroyerne af Murakumo-klassen til den kejserlige japanske flåde var baseret på Thornycrofts Angler design til Royal Navy. Længde 64,0 m (210,0 ft). De præsterede op til 30,5 knob på prøvesejladserne. |              |
| 1898 - 1900 | Usugumo            | 338       | 279     | Destroyerne af Murakumo-klassen til den kejserlige japanske flåde var baseret på Thornycrofts Angler design til Royal Navy. Længde 64,0 m (210,0 ft). De præsterede op til 30,5 knob på prøvesejladserne. |              |
| 1900        | HMS Stag           | 334       | 320     | Thornycrofts eneste destroyer i Admiralitetets 1897-98 ordrer var HMS Stag. Længde 64,0 m (210,0 ft), prøvefart 30,5 knob. |              |
| 1900        | Argus              | 342       | 123     | Den franske flåde fik leveret to flodkanonbåde af Woodcock typen til tjeneste i Kina. Længde 44,2 m (145,0 ft), prøvefart op til 13,7 knob. |              |
| 1900        | Vigilante          | 343       | 123     | Den franske flåde fik leveret to flodkanonbåde af Woodcock typen til tjeneste i Kina. Længde 44,2 m (145,0 ft), prøvefart op til 13,7 knob. |              |
| 1901        | HMTB 98            | 346       | 188     | Torpedobådene af 160-fods typen var designet af Thornycroft til Royal Navy, på basis af de tidligere 140-fods både. Længde 48,8 m (160,0 ft). De præsterede op til 25,8 knob ved prøvesejladserne. |              |
| 1901        | HMTB 99            | 347       | 188     | Torpedobådene af 160-fods typen var designet af Thornycroft til Royal Navy, på basis af de tidligere 140-fods både. Længde 48,8 m (160,0 ft). De præsterede op til 25,8 knob ved prøvesejladserne. |              |
| 1901        | HMTB 107           | 351       | 188     | Torpedobådene af 160-fods typen var designet af Thornycroft til Royal Navy, på basis af de tidligere 140-fods både. Længde 48,8 m (160,0 ft). De præsterede op til 25,8 knob ved prøvesejladserne. |              |
| 1901        | HMTB 108           | 352       | 188     | Torpedobådene af 160-fods typen var designet af Thornycroft til Royal Navy, på basis af de tidligere 140-fods både. Længde 48,8 m (160,0 ft). De præsterede op til 25,8 knob ved prøvesejladserne. |              |
| 1901        | Livingstone        | 354       | 111     | Floddamper med drivhjul agter. Længde 33,8 m (111,0 ft), prøvefart 9,8 knob. |              |
| 1902        | Shirakumo          | 356       | 342     | To destroyere til den kejserlige japanske flåde. Længde 66,1 m (216,9 ft), prøvefart op til 31,8 knob. |              |
| 1902        | Asashio            | 357       | 342     | To destroyere til den kejserlige japanske flåde. Længde 66,1 m (216,9 ft), prøvefart op til 31,8 knob. |              |
| 1902 - 1903 | HMTB 109           | 359       | 200     | Fem torpedobåde til Royal Navy. Bygget som en lidt større udgave af 160-fods typen. Længde 50,6 m (166,0 ft). De præsterede op til 25,1 knob ved prøvesejladserne. |              |
| 1902 - 1903 | HMTB 110           | 360       | 200     | Fem torpedobåde til Royal Navy. Bygget som en lidt større udgave af 160-fods typen. Længde 50,6 m (166,0 ft). De præsterede op til 25,1 knob ved prøvesejladserne. |              |
| 1902 - 1903 | HMTB 111           | 361       | 200     | Fem torpedobåde til Royal Navy. Bygget som en lidt større udgave af 160-fods typen. Længde 50,6 m (166,0 ft). De præsterede op til 25,1 knob ved prøvesejladserne. |              |
| 1902 - 1903 | HMTB 112           | 362       | 200     | Fem torpedobåde til Royal Navy. Bygget som en lidt større udgave af 160-fods typen. Længde 50,6 m (166,0 ft). De præsterede op til 25,1 knob ved prøvesejladserne. |              |
| 1902 - 1903 | HMTB 113           | 363       | 200     | Fem torpedobåde til Royal Navy. Bygget som en lidt større udgave af 160-fods typen. Længde 50,6 m (166,0 ft). De præsterede op til 25,1 knob ved prøvesejladserne. |              |
| 1903        | Princess of Wales  | 365       |         | Redningsbåd. Længde 18,0 m (59,1 ft), prøvefart 9,6 knob. |              |
| 1905        | HMS Kennet         | 366       | 550     | Disse fire destroyere udgjorde Thornycrofts del af River-klassen til Royal Navy. længde 68,6 m (225,0 ft). De præsterede op til 26,0 knob på prøvesejladserne. |              |
| 1905        | HMS Jed            | 367       | 550     | Disse fire destroyere udgjorde Thornycrofts del af River-klassen til Royal Navy. længde 68,6 m (225,0 ft). De præsterede op til 26,0 knob på prøvesejladserne. |              |
| 1905        | HMS Chelmer        | 371       | 550     | Disse fire destroyere udgjorde Thornycrofts del af River-klassen til Royal Navy. længde 68,6 m (225,0 ft). De præsterede op til 26,0 knob på prøvesejladserne. |              |
| 1905        | HMS Colne          | 372       | 550     | Disse fire destroyere udgjorde Thornycrofts del af River-klassen til Royal Navy. længde 68,6 m (225,0 ft). De præsterede op til 26,0 knob på prøvesejladserne. |              |
| 1905        | Naparima           | 373       |         | Lavbundet damper beregnet til tjeneste på Paria-golfen ved Trinidad. Længde 42,7 m (140,0 ft), prøvefart 14,3 knob. |              |
| 1905        | Magne              | 378       | 309     | Destroyer til den svenske flåde. Skibet var halvsøster til Mode (bygget hos Yarrow), og havde dimensioner, der lå tæt på Thornycrofts Shirakumo-klasse. længde 66,1 m (216,9 ft), prøvefart 30,6 knob. |              |
| 1905        | Ben Johnson        | 385       | 120     | Fem hjuldampere til London County Councils kortlivede passagerruter på Themsen (paddlesteamers.info nævner en sjette, Thomas More). Længde 41,5 m (136,0 ft). De præsterede op til 11,5 knob ved prøvesejladserne. Sammenhængen mellem navne og værftsnumre er ubekræftet. |              |
| 1905        | Francis Drake      | 386       | 120     | Fem hjuldampere til London County Councils kortlivede passagerruter på Themsen (paddlesteamers.info nævner en sjette, Thomas More). Længde 41,5 m (136,0 ft). De præsterede op til 11,5 knob ved prøvesejladserne. Sammenhængen mellem navne og værftsnumre er ubekræftet. |              |
| 1905        | Gresham            | 387       | 120     | Fem hjuldampere til London County Councils kortlivede passagerruter på Themsen (paddlesteamers.info nævner en sjette, Thomas More). Længde 41,5 m (136,0 ft). De præsterede op til 11,5 knob ved prøvesejladserne. Sammenhængen mellem navne og værftsnumre er ubekræftet. |              |
| 1905        | Raleigh            | 388       | 120     | Fem hjuldampere til London County Councils kortlivede passagerruter på Themsen (paddlesteamers.info nævner en sjette, Thomas More). Længde 41,5 m (136,0 ft). De præsterede op til 11,5 knob ved prøvesejladserne. Sammenhængen mellem navne og værftsnumre er ubekræftet. |              |
| 1905        | Shakespeare        | 389       | 120     | Fem hjuldampere til London County Councils kortlivede passagerruter på Themsen (paddlesteamers.info nævner en sjette, Thomas More). Længde 41,5 m (136,0 ft). De præsterede op til 11,5 knob ved prøvesejladserne. Sammenhængen mellem navne og værftsnumre er ubekræftet. |              |
| 1906 - 1907 | HMTB 6             | 415       | 255     | Fem tidlige fartøjer i serien af Cricket-klasse "kystdestroyere". Den første blev søsat i 1906 som HMS Gadfly, men derefter skiftede Admiralitetet mening, og de øvrige fik aldrig de navne, der oprindeligt var bestemt for dem. I stedet fik serien torpedobådsnumre og navnene TB 6-10 fra 1906. længde 51,2 m (168,0 ft). De præsterede op til 27,5 knob ved prøvesejladserne. |              |
| 1906 - 1907 | HMTB 7             | 416       | 255     | Fem tidlige fartøjer i serien af Cricket-klasse "kystdestroyere". Den første blev søsat i 1906 som HMS Gadfly, men derefter skiftede Admiralitetet mening, og de øvrige fik aldrig de navne, der oprindeligt var bestemt for dem. I stedet fik serien torpedobådsnumre og navnene TB 6-10 fra 1906. længde 51,2 m (168,0 ft). De præsterede op til 27,5 knob ved prøvesejladserne. |              |
| 1906 - 1907 | HMTB 8             | 417       | 255     | Fem tidlige fartøjer i serien af Cricket-klasse "kystdestroyere". Den første blev søsat i 1906 som HMS Gadfly, men derefter skiftede Admiralitetet mening, og de øvrige fik aldrig de navne, der oprindeligt var bestemt for dem. I stedet fik serien torpedobådsnumre og navnene TB 6-10 fra 1906. længde 51,2 m (168,0 ft). De præsterede op til 27,5 knob ved prøvesejladserne. |              |
| 1906 - 1907 | HMTB 9             | 418       | 255     | Fem tidlige fartøjer i serien af Cricket-klasse "kystdestroyere". Den første blev søsat i 1906 som HMS Gadfly, men derefter skiftede Admiralitetet mening, og de øvrige fik aldrig de navne, der oprindeligt var bestemt for dem. I stedet fik serien torpedobådsnumre og navnene TB 6-10 fra 1906. længde 51,2 m (168,0 ft). De præsterede op til 27,5 knob ved prøvesejladserne. |              |
| 1906 - 1907 | HMTB 10            | 419       | 255     | Fem tidlige fartøjer i serien af Cricket-klasse "kystdestroyere". Den første blev søsat i 1906 som HMS Gadfly, men derefter skiftede Admiralitetet mening, og de øvrige fik aldrig de navne, der oprindeligt var bestemt for dem. I stedet fik serien torpedobådsnumre og navnene TB 6-10 fra 1906. længde 51,2 m (168,0 ft). De præsterede op til 27,5 knob ved prøvesejladserne. |              |
| 1908 - 1909 | HMTB 19            | 468       | 280     | Fire enheder af Cricket-klassen. miramarshipindex.org.nz har dem med på listen over skibe bygget i Chiswick, men det har Banbury ikke. Længde 51,2 m (168,0 ft). |              |
| 1908 - 1909 | HMTB 20            | 469       | 280     | Fire enheder af Cricket-klassen. miramarshipindex.org.nz har dem med på listen over skibe bygget i Chiswick, men det har Banbury ikke. Længde 51,2 m (168,0 ft). |              |
| 1908 - 1909 | HMTB 31            | 493       | 287     | Fire enheder af Cricket-klassen. miramarshipindex.org.nz har dem med på listen over skibe bygget i Chiswick, men det har Banbury ikke. Længde 51,2 m (168,0 ft). |              |
| 1908 - 1909 | HMTB 32            | 494       | 287     | Fire enheder af Cricket-klassen. miramarshipindex.org.nz har dem med på listen over skibe bygget i Chiswick, men det har Banbury ikke. Længde 51,2 m (168,0 ft). |              |
| 1908        | Acreano            | 491       | 110     | Passengerskib til Brasilien. Banbury nævner det ikke, men miramarshipindex.org.nz og histamar.org omtaler det som bygget i Chiswick. |              |
| 1908        | Suriya Monthon     | 492       | 176     | Kanonbåd til Thailand (kendt som "Siam" på det tidspunkt). Er ikke på Banburys liste, men miramarshipindex.org.nz har det på listen over Chiswick-byggede, mens Gray (ed.) peger på værftet i Woolston. |              |